# Polars
Polars è il primo album in studio del gruppo progressive metal olandese Textures, pubblicato nel 2003.

## Tracce
1. Swandive – 5:09
2. Ostensibly Impregnable – 3:21
3. Young Man – 3:59
4. Transgression – 4:20
5. The Barrier – 2:55
6. Effluent – 3:12
7. Polars – 18:25
8. Heave – 14:34

## Formazione
- Jochem Jacobs - chitarra, cori
- Bart Hennephof - chitarra, cori
- Richard Rietdijk - sintetizzatore, tastiera
- Dennis Aarts - basso
- Stef Broks - batteria
- Pieter Verpaalen - voce